# Мілоциці (Стшелінський повіт)
Мілоциці (пол. Miłocice) — село в Польщі, у гміні Пшеворно Стшелінського повіту Нижньосілезького воєводства.
Населення — 138 осіб (2011).
У 1975-1998 роках село належало до Валбжиського воєводства.

## Демографія
Демографічна структура станом на 31 березня 2011 року:
|          | Загалом | Допрацездатний вік | Працездатний вік | Постпрацездатний вік |
| -------- | ------- | ------------------ | ---------------- | -------------------- |
| Чоловіки | 67      | 14                 | 46               | 7                    |
| Жінки    | 71      | 13                 | 38               | 20                   |
| Разом    | 138     | 27                 | 84               | 27                   |